# Fresne-lès-Reims
Fresne-lès-Reims is een plaats en voormalige gemeente in het Franse departement Marne in de regio Grand Est en telt 393 inwoners (2004). De plaats maakt deel uit van het arrondissement Reims.

## Geschiedenis
Voor 1930 heette de gemeente Fresnes-lès-Reims.
Op 1 januari 2016 fuseerde Fresne-lès-Reims met de aangrenzende gemeente Bourgogne tot de commune nouvelle Bourgogne-Fresne.

## Geografie
De oppervlakte van Fresne-lès-Reims bedraagt 12,6 km², de bevolkingsdichtheid is 31,2 inwoners per km².
De onderstaande kaart toont de ligging van Fresne-lès-Reims met de belangrijkste infrastructuur en aangrenzende gemeenten.

## Demografie
Onderstaande figuur toont het verloop van het inwonertal (bron: INSEE-tellingen).